# فرودگاه هه‌هو
فرودگاه هه‌هو (به انگلیسی: Heho Airport) (به زبان بومی: ဟဲဟိုးလေဆိပ်) یک فرودگاه همگانی با کد یاتا HEH است که یک باند فرود آسفالت دارد و طول باند آن ۲۵۹۱ متر است. این فرودگاه در کشور میانمار قرار دارد و در ارتفاع ۱۱۷۶ متری از سطح دریا واقع شده‌است.

## نگارخانه

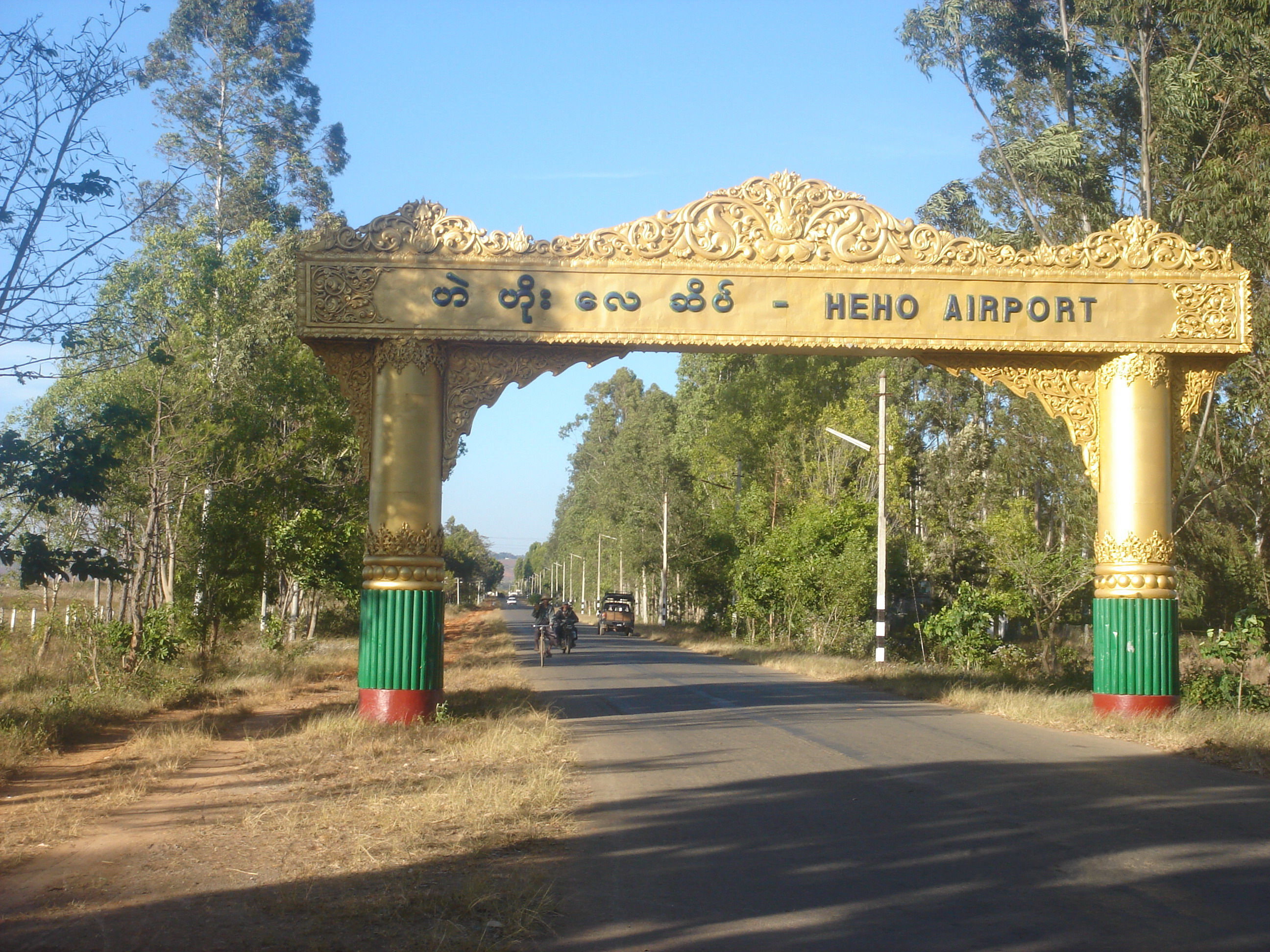

## شرکت‌های هواپیمایی و مقصدهای پروازی
| شرکت‌های هواپیمایی         | مقصدهای پروازی                                                 | Route    |
| ------------------------- | -------------------------------------------------------------- | -------- |
| Air Bagan                 | ماندالای، تاندوه، یانگون                                       | Domestic |
| Air KBZ                   | ماندالای، یانگون                                               | Domestic |
| Asian Wings Airways       | ماندالای، یانگون                                               | Domestic |
| Mann Yatanarpon Airlines  | ماندالی، یانگون، Bagan، Thandwe، Kengtung، Tachilek، Myitkyina | Domestic |
| Myanmar National Airlines | کنگتونگ، لاشیو، مونگسات، نیانگ ایو، تاچیلک، یانگون             | Domestic |
| Yangon Airways            | ماندالای، یانگون                                               | Domestic |

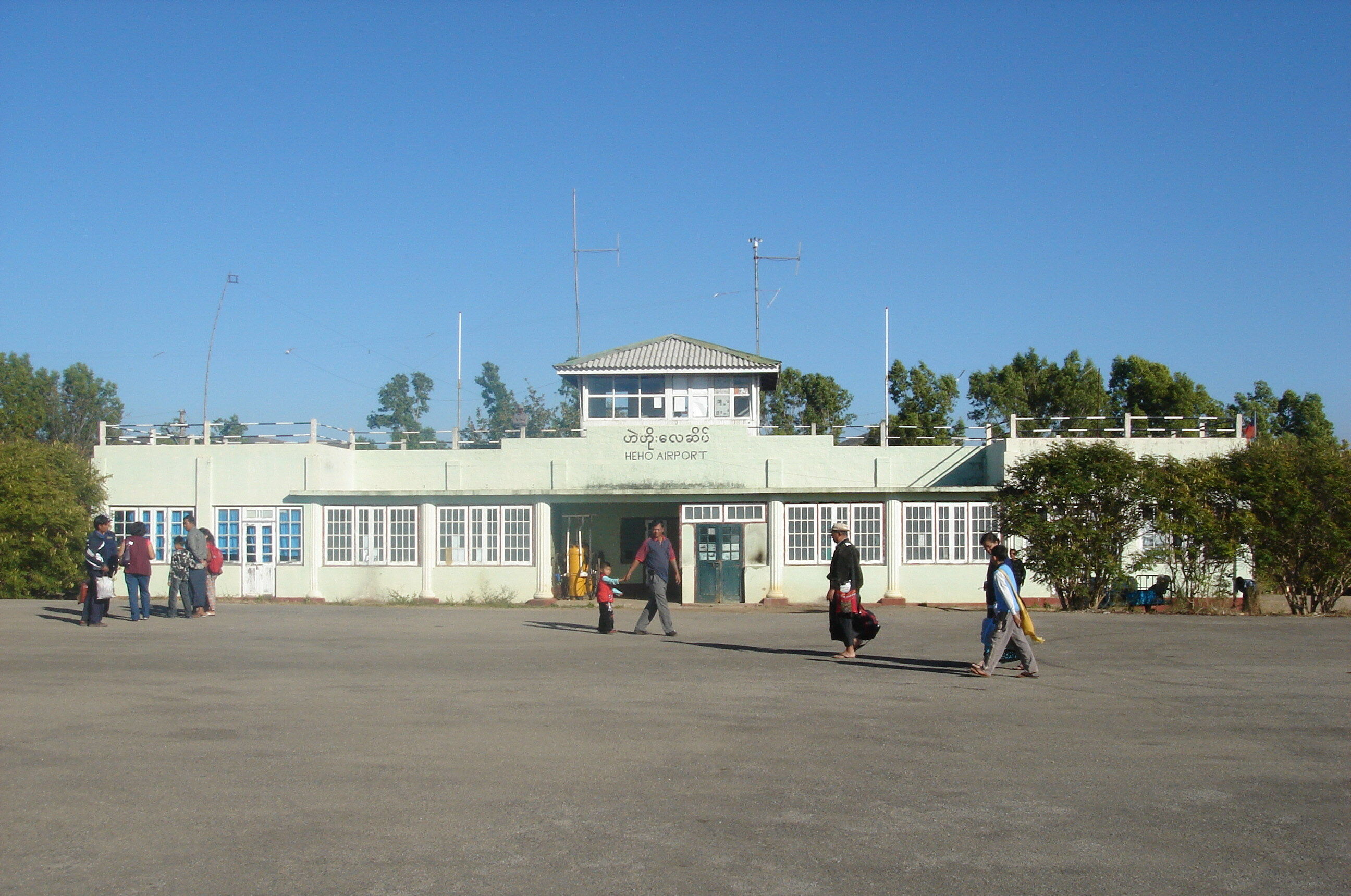
Old Building of Heho Airport
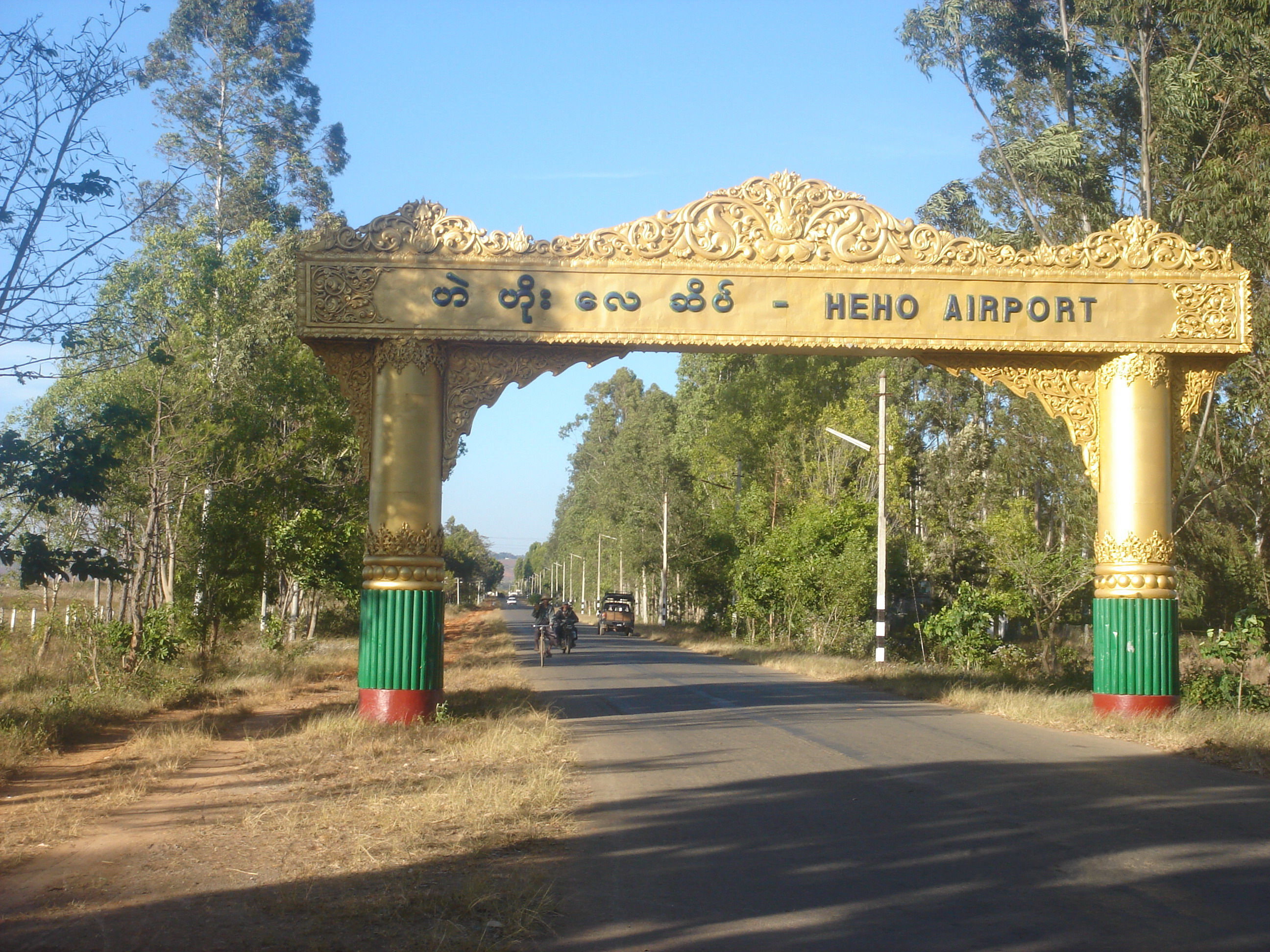
Main Entrance of Heho Airport
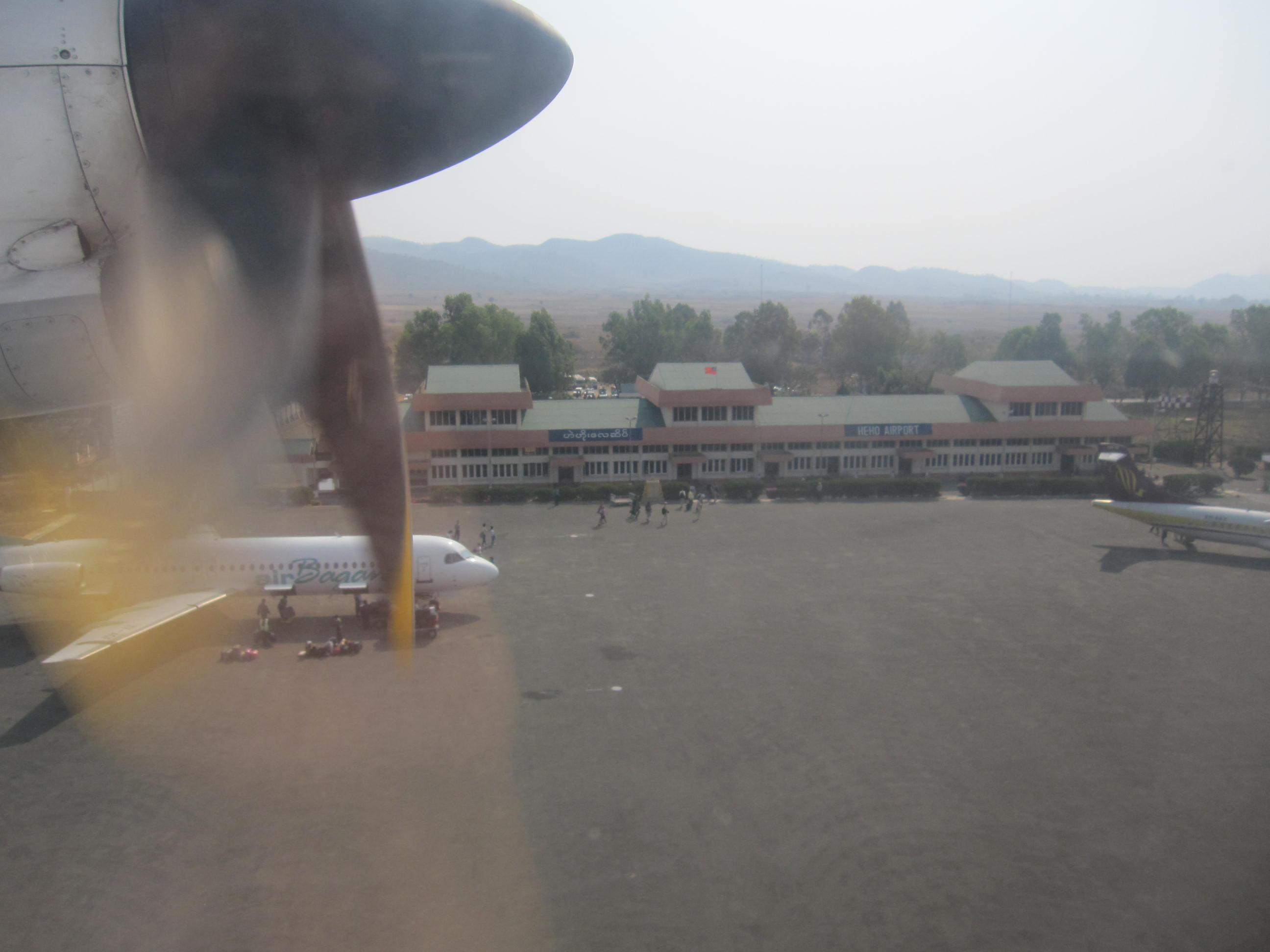
Aerial view of Heho Airport